# Trbosilje (Loznica)
Pour les articles homonymes, voir Trbosilje.
Trbosilje (en serbe cyrillique : Трбосиље) est un village de Serbie situé sur le territoire de la ville de Loznica, district de Mačva. Au recensement de 2011, il comptait 316 habitants.

## Tourisme

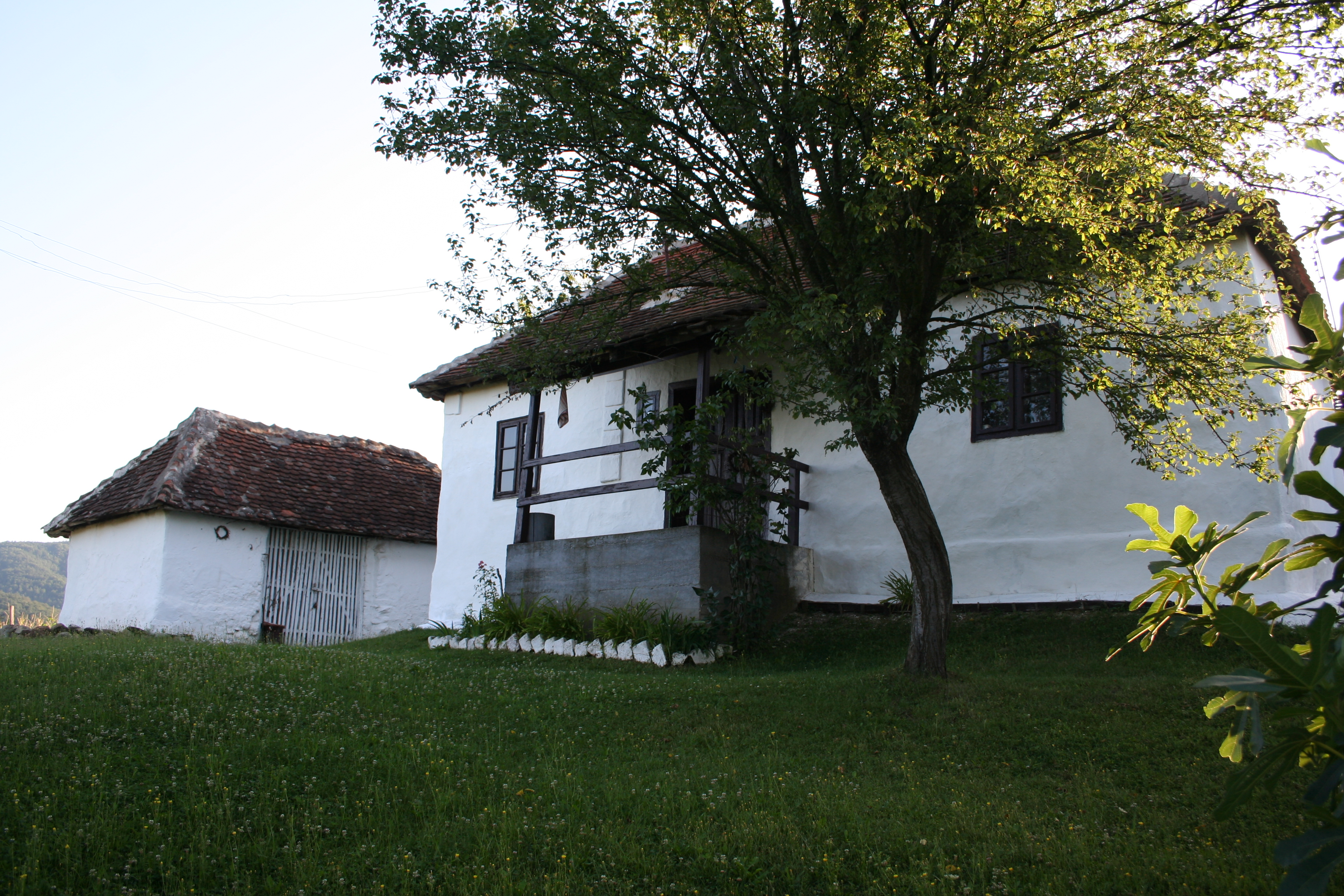
La propriété de Jevrem Pavlović

## Démographie
| 1948 | 1953 | 1961 | 1971 | 1981 | 1991 | 2002 | 2011 |
| ---- | ---- | ---- | ---- | ---- | ---- | ---- | ---- |
| 785  | 796  | 773  | 632  | 476  | 413  | 352  | 316  |

|  |